# ジャンブルー

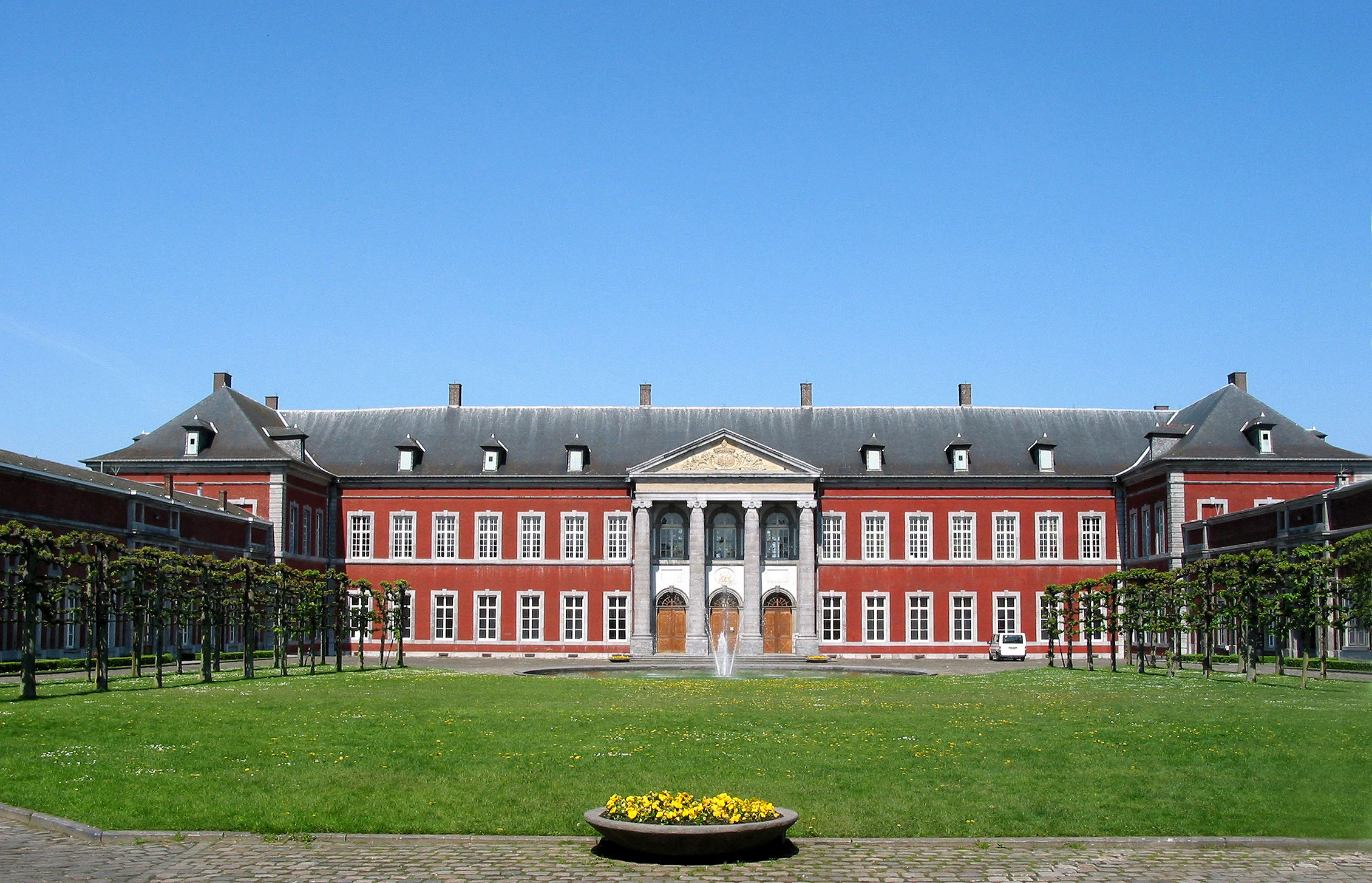
現在は農業大学となっているジャンブルー修道院

ジャンブルー（仏: Gembloux [ʒɑ̃.blu]、ワロン語: Djiblou、蘭: Gembloers）は、ベルギーのナミュール州に位置する自治体。ガンブルー、ゲンブルーとも表記される。総面積95.86km2に2006年1月1日時点で2万1964人が住んでおり、人口密度は229/km2。現在の首長は2006年10月8日に選出されたブノワ・ディスパが務めている。
ジャンブルーはカトラリー産業で知られる。10世紀にジャンブルー修道院が建てられて以来、市街はそこを中心に発展してきた。現在、その修道院はジャンブルー農学部という農業大学として活用されている。16世紀後期から17世紀初頭にかけて起きた八十年戦争中、ジャンブルー近郊でも1578年にオランダ軍とスペイン軍が衝突した。第二次世界大戦時のナチス・ドイツのフランス侵攻中の1940年5月にも、近郊でアニューの戦いが起こった。街の鐘楼は2005年に「ベルギーとフランスの鐘楼群」の一つとしてユネスコの世界遺産に登録された。
小惑星(4782) Gemblouxはジャンブルーに因んで命名された。

## 区画
ジャンブルーはジャンブルー、ブーゼ、ボシエール、ボテエ、コロワ＝ル＝シャトー、エルナージュ、グラン＝レ、グラン＝マニル、イヌ、ロンゼ、マジー、ソヴニエールの各区から成る。アメリカ合衆国で3番目にベルギー系の割合が高いコミュニティのウィスコンシン州キウォーニー郡リンカーンは元々、グラン＝レ出身の移民が建設したことにちなみ、グランドレズ（Grandlez）と命名された。

## 姉妹都市
- ラフバラー（イギリス）
- エピナル（フランス、1974年から）
- スキロス島（ギリシャ、1994年から）